# Scotocyma scotopepla
Scotocyma scotopepla là một loài bướm đêm trong họ Geometridae.